# Chramy i świątynie Nikko
Chramy i świątynie Nikko (jap. 日光の社寺 Nikkō no shaji) – to kompleks obiektów sakralnych wpisany na listę światowego dziedzictwa UNESCO pod nr 913 w 1999 roku, obejmujący 103 budynki (dwóch chramów shintō i jednej świątyni buddyjskiej), z których 9 jest sklasyfikowanych jako skarby narodowe, a 94 jako ważne dobra kultury. Znajdują się one w Nikkō, w prefekturze Tochigi, w Japonii. Do kompleksu należą dwa chramy: Nikkō Tōshō-gū i Futarasan-jinja, mauzoleum Taiyū-in oraz świątynia Rinnō-ji.
Chramy i świątynie Nikkō to arcydzieła architektury i dekoracji artystycznej w stylu epoki Edo, ściśle związane z otaczającą przyrodą i z historią siogunów Tokugawa, szczególnie z postacią Ieyasu Tokugawy (1543–1616). Stanowią wybitny przykład japońskiego sanktuarium, w którym shintoistyczny związek człowieka z przyrodą, przejawia się w kulcie gór i lasów.

## Nikkō Tōshō-gū
Chram składa się z licznych budowli, wśród których 39 jest ważnymi dobrami kultury, a pozostałe są skarbami narodowymi, m.in.:
- Brama zewnętrzna torii
- Omote-mon (brama frontowa)
- Yōmei-mon
- Kara-mon
- Pięciopiętrowa pagoda

## Galeria

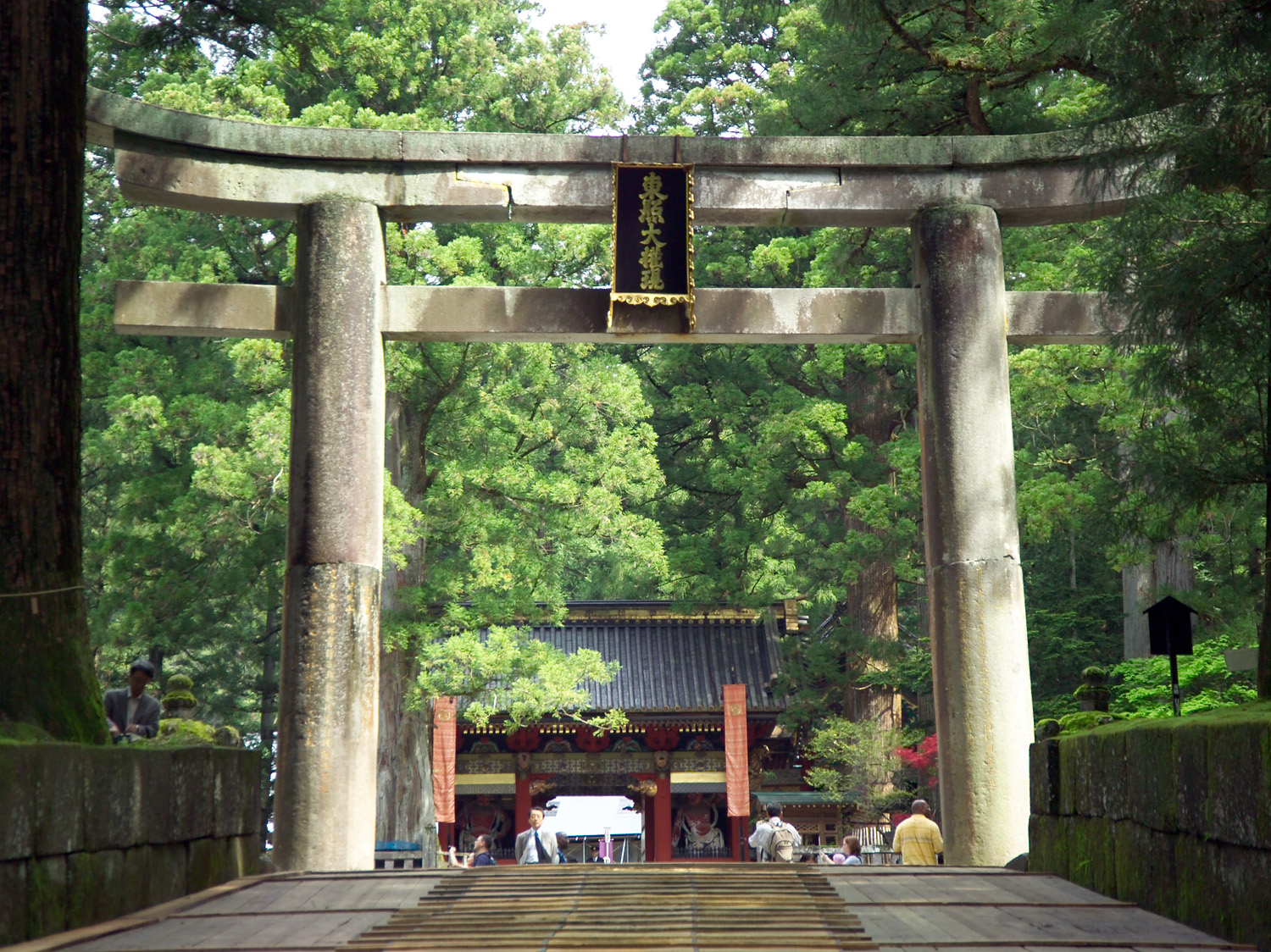
Torii
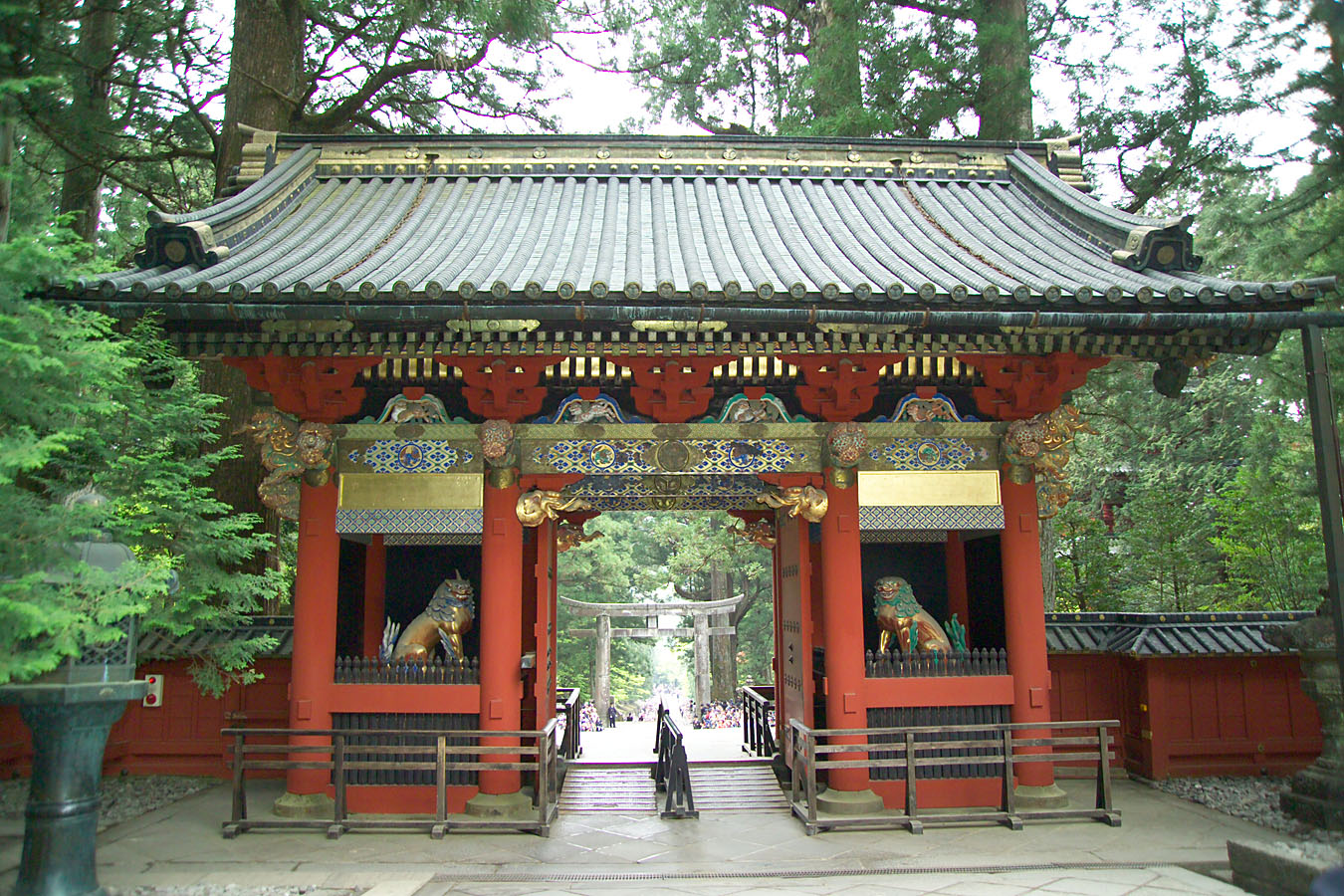
Omote-mon (brama frontowa)
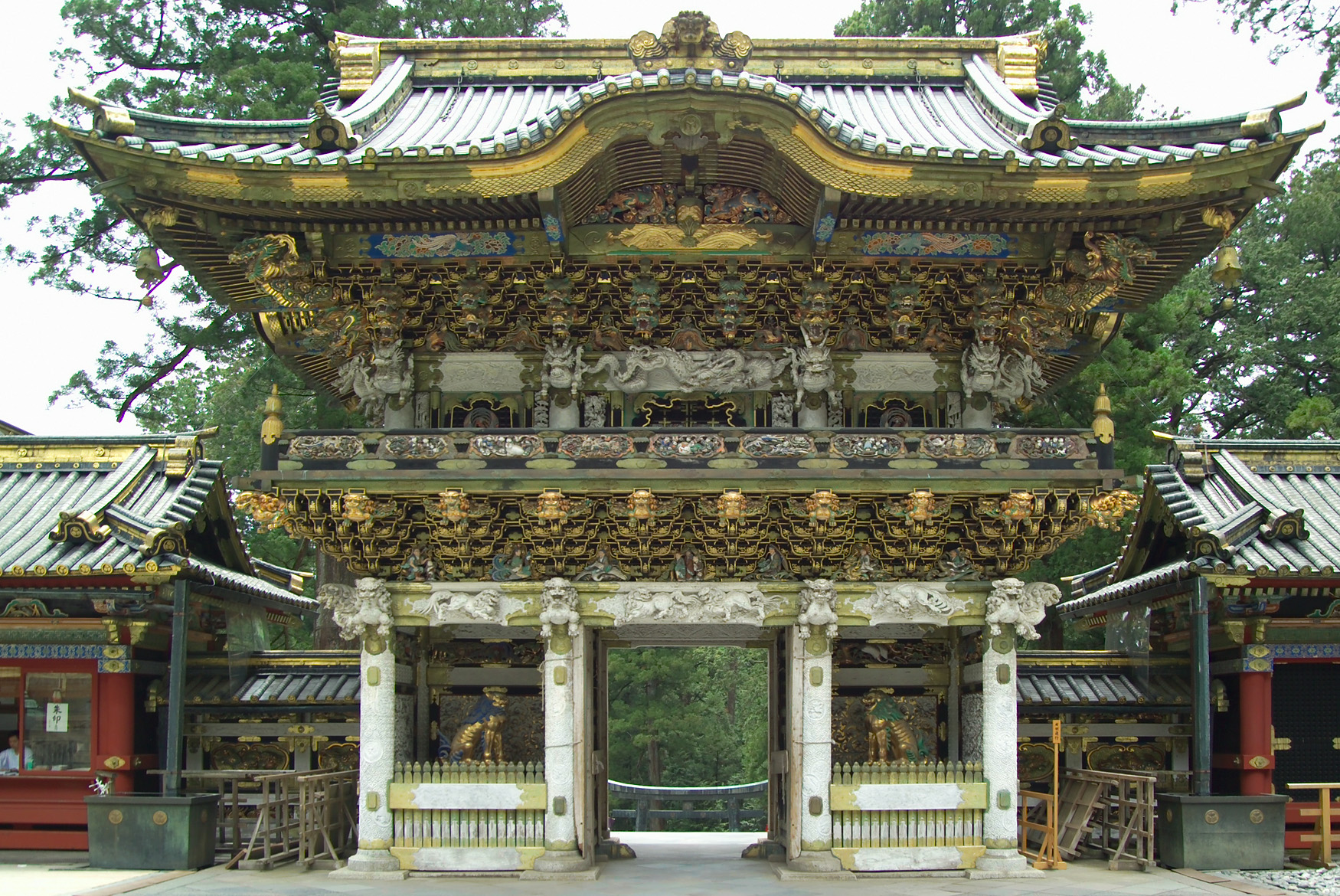
Yōmei-mon (widok od wewnątrz)
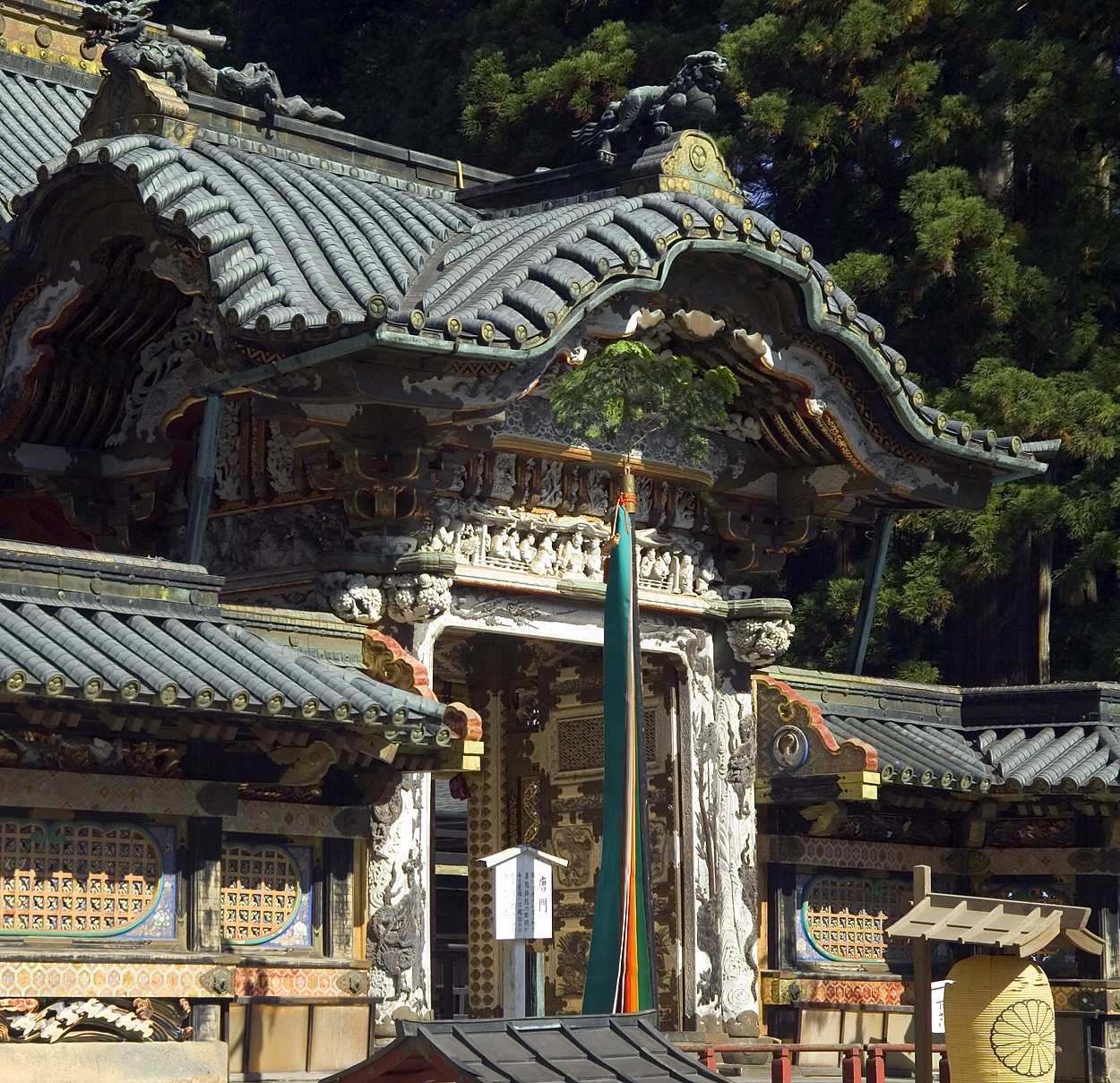
Kara-mon
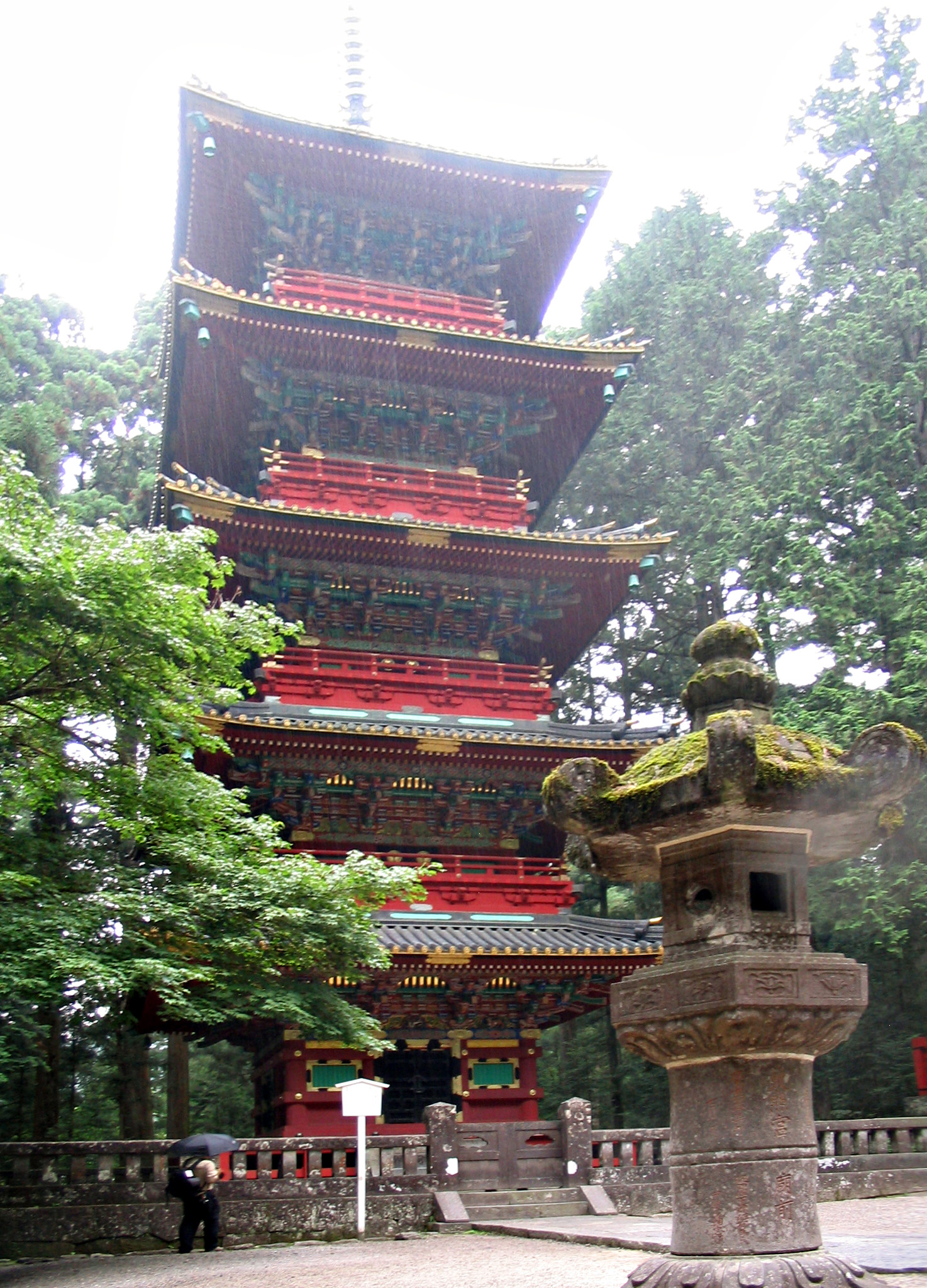
Pięciopiętrowa pagoda

## Futarasan-jinja
Ten chram jest kompleksem budowli, z których 23 są ważnymi dobrami kultury, m.in.:

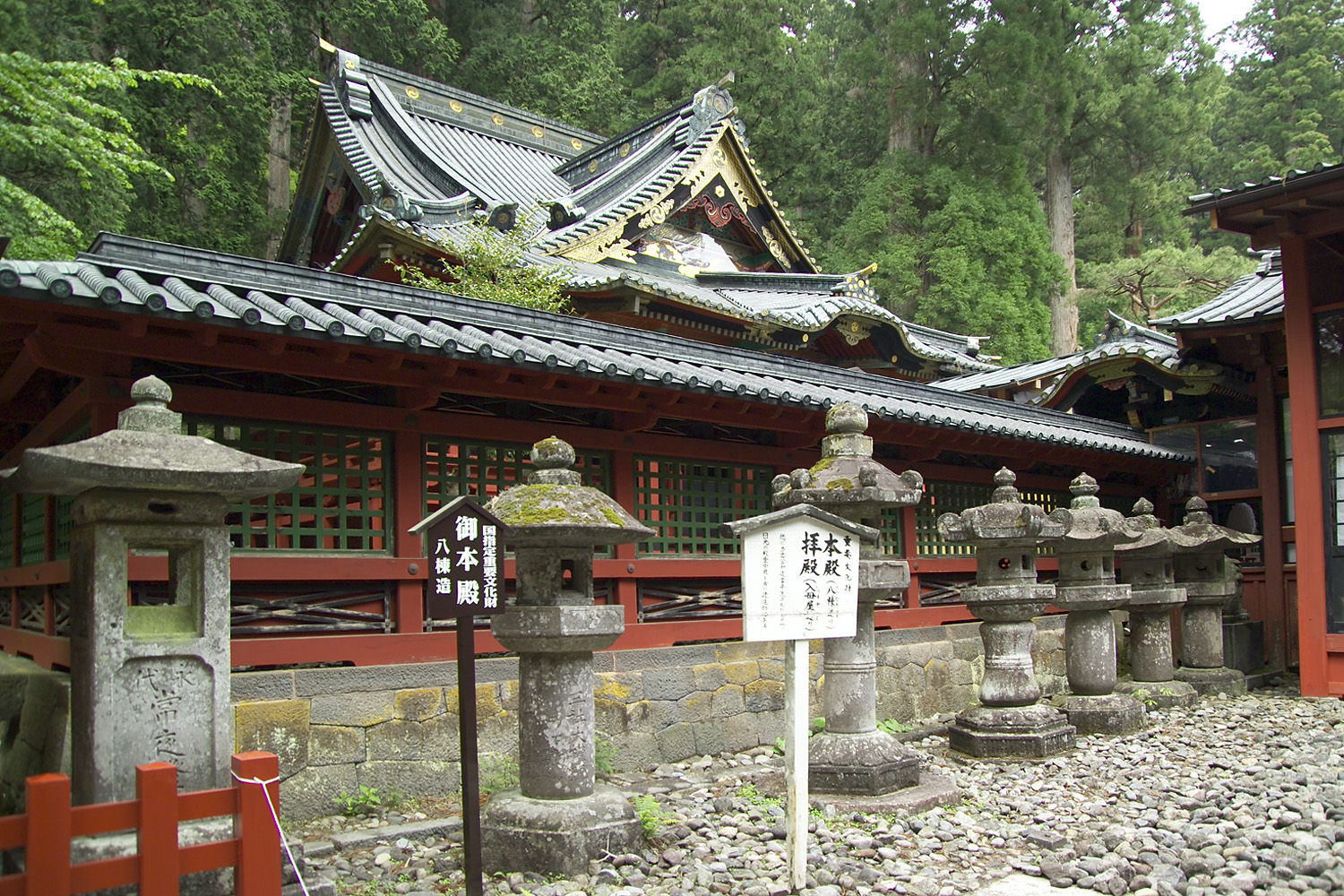
Honden
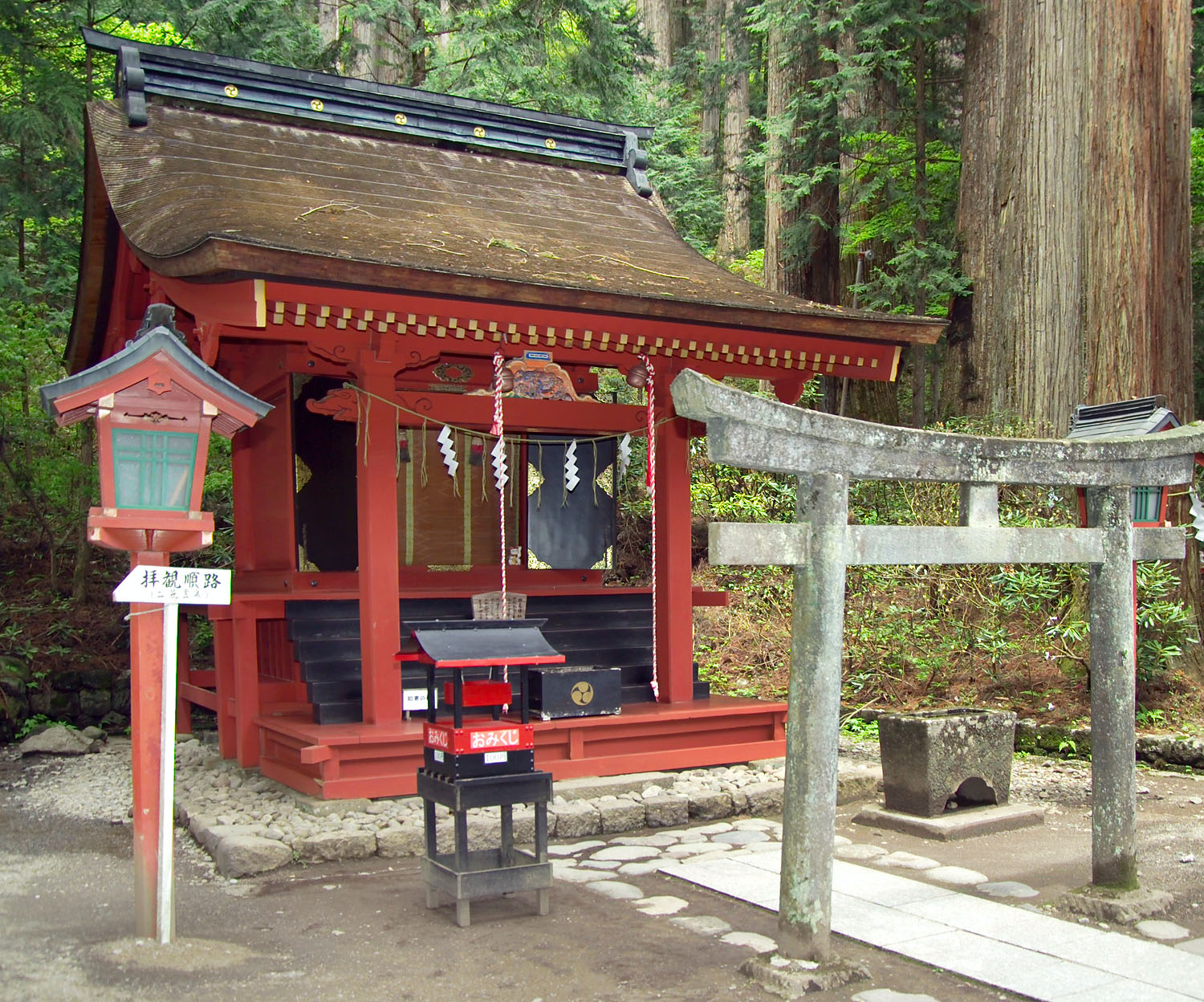
Mitomo-jinja
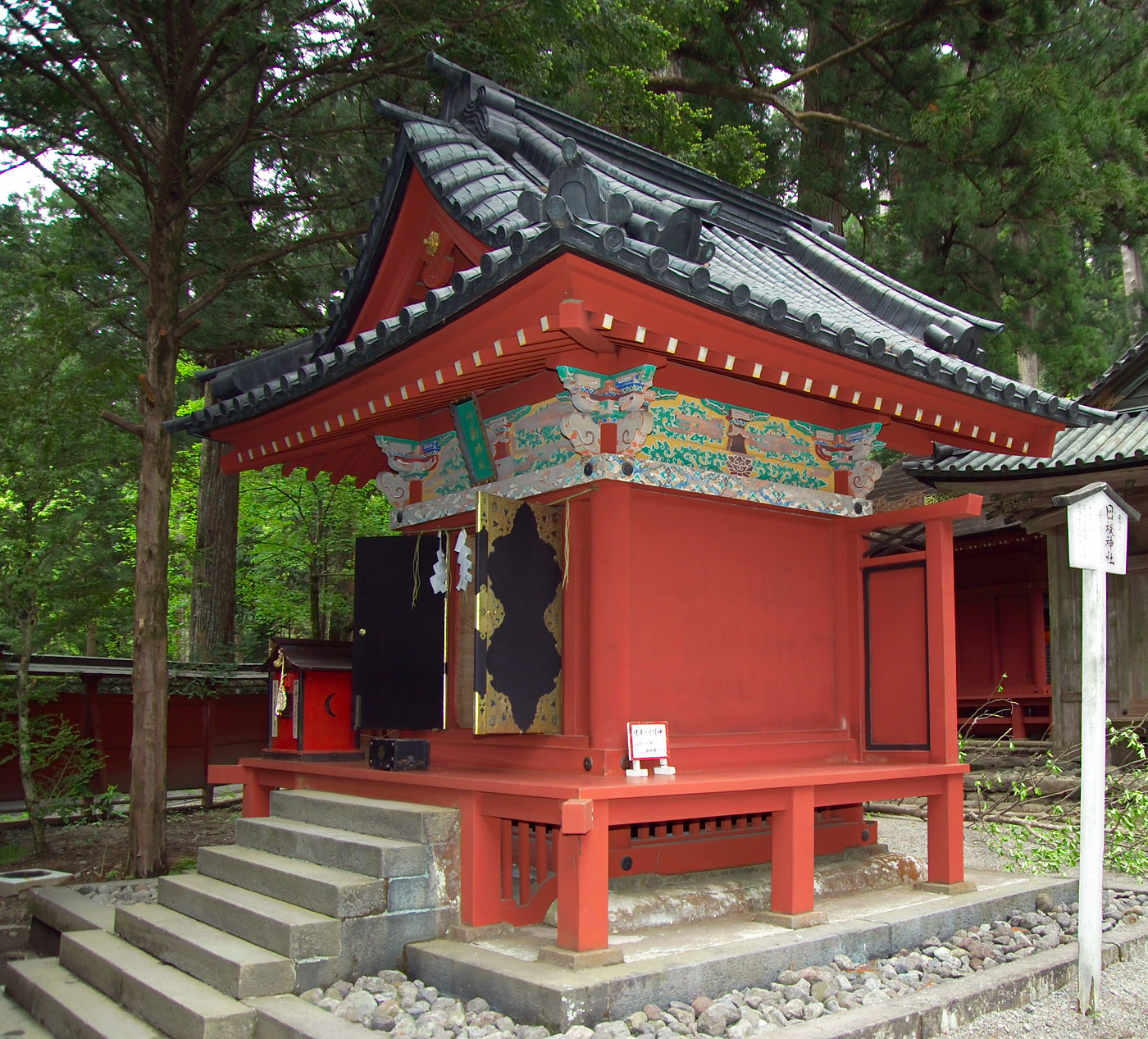
Hie-jinja
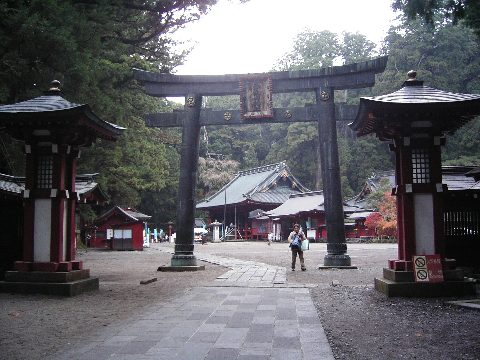
Torii
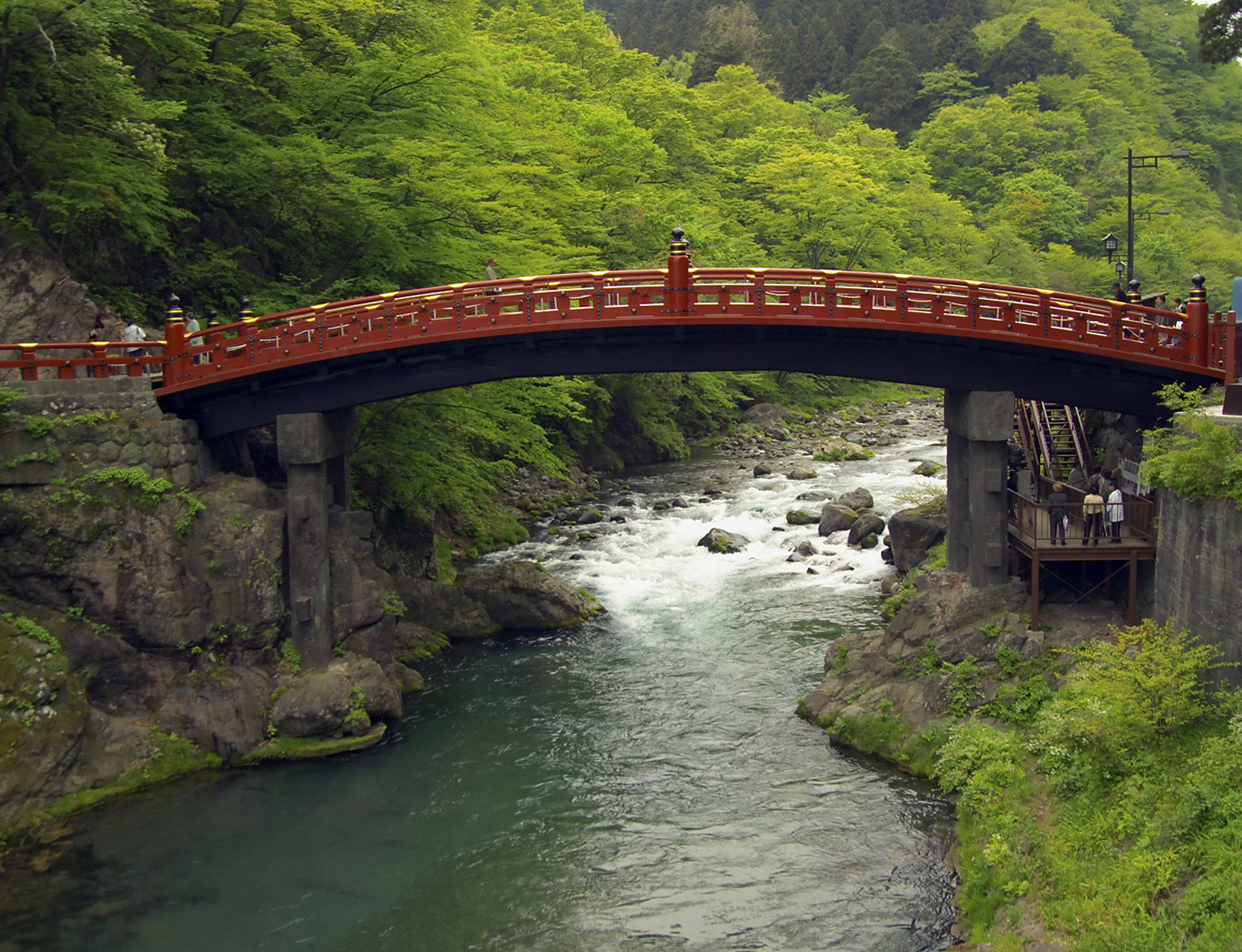
Shinkyō (święty most)

## Galeria
- Honden
- Mitomo-jinja
- Hie-jinja
- Torii
- Shinkyō

## Rinnō-ji
Wśród budowli tego kompleksu świątynnego znajdują się m.in.:

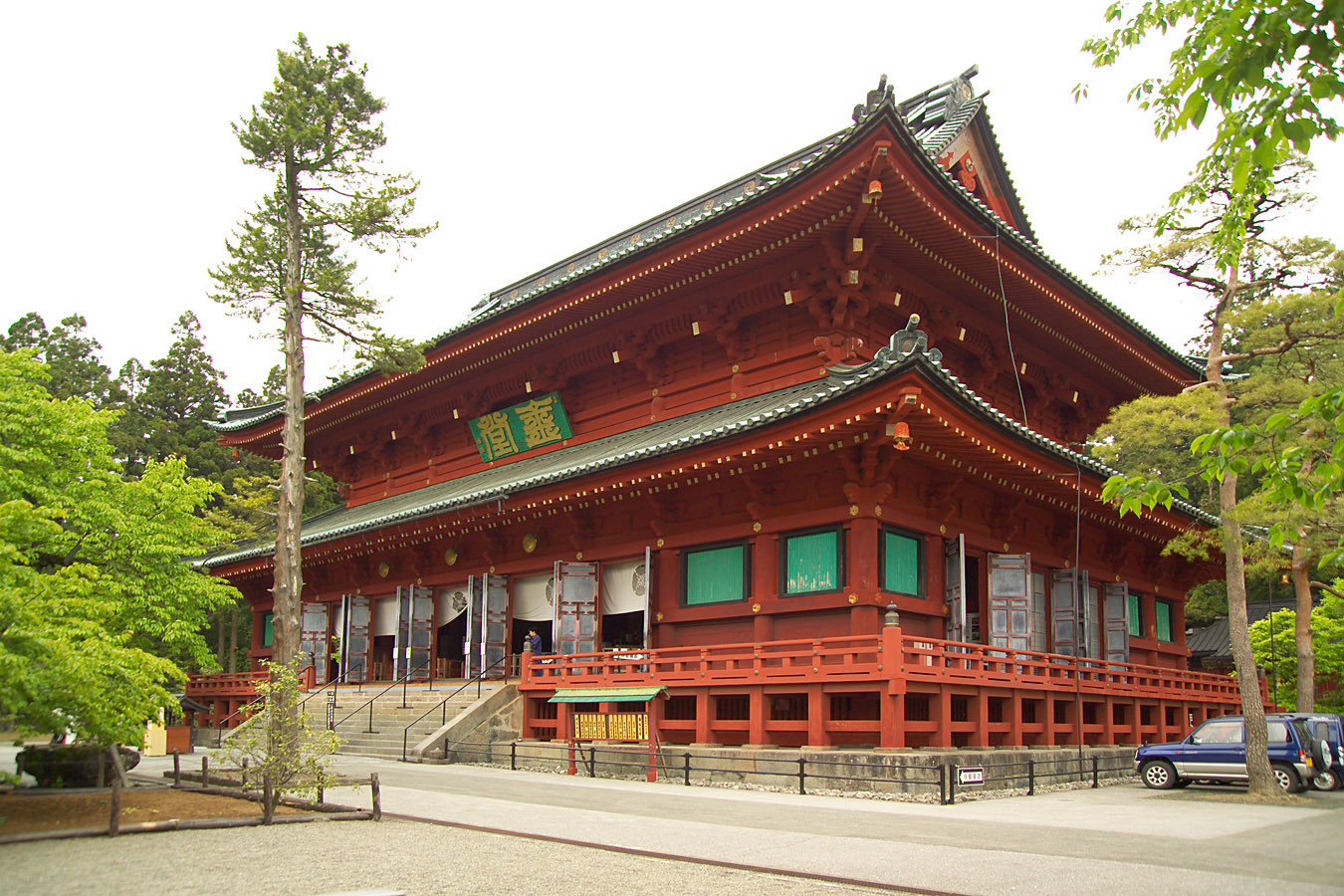
Hon-dō (Sanbutsu-dō)
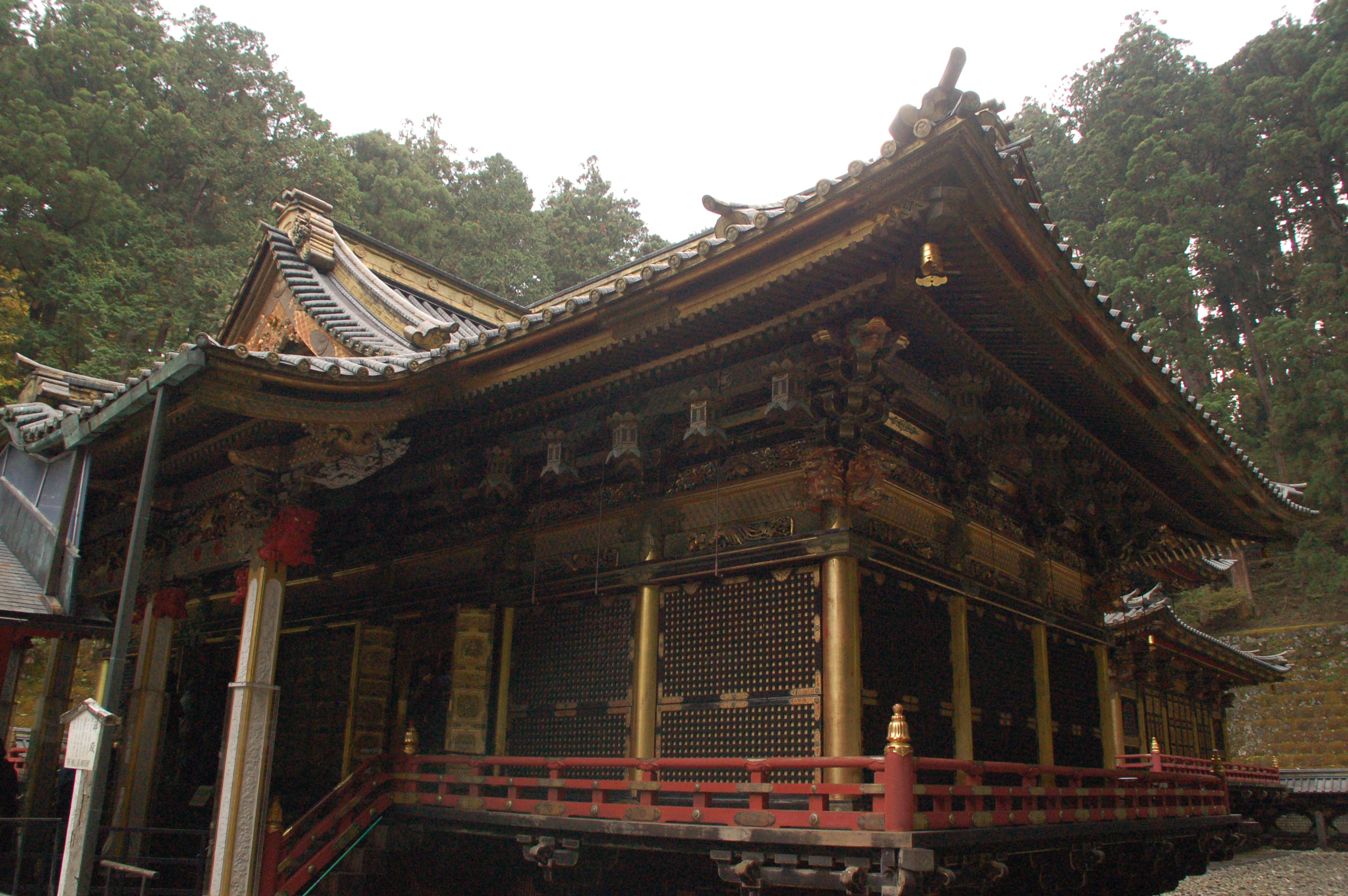
Haiden w Taiyū-in
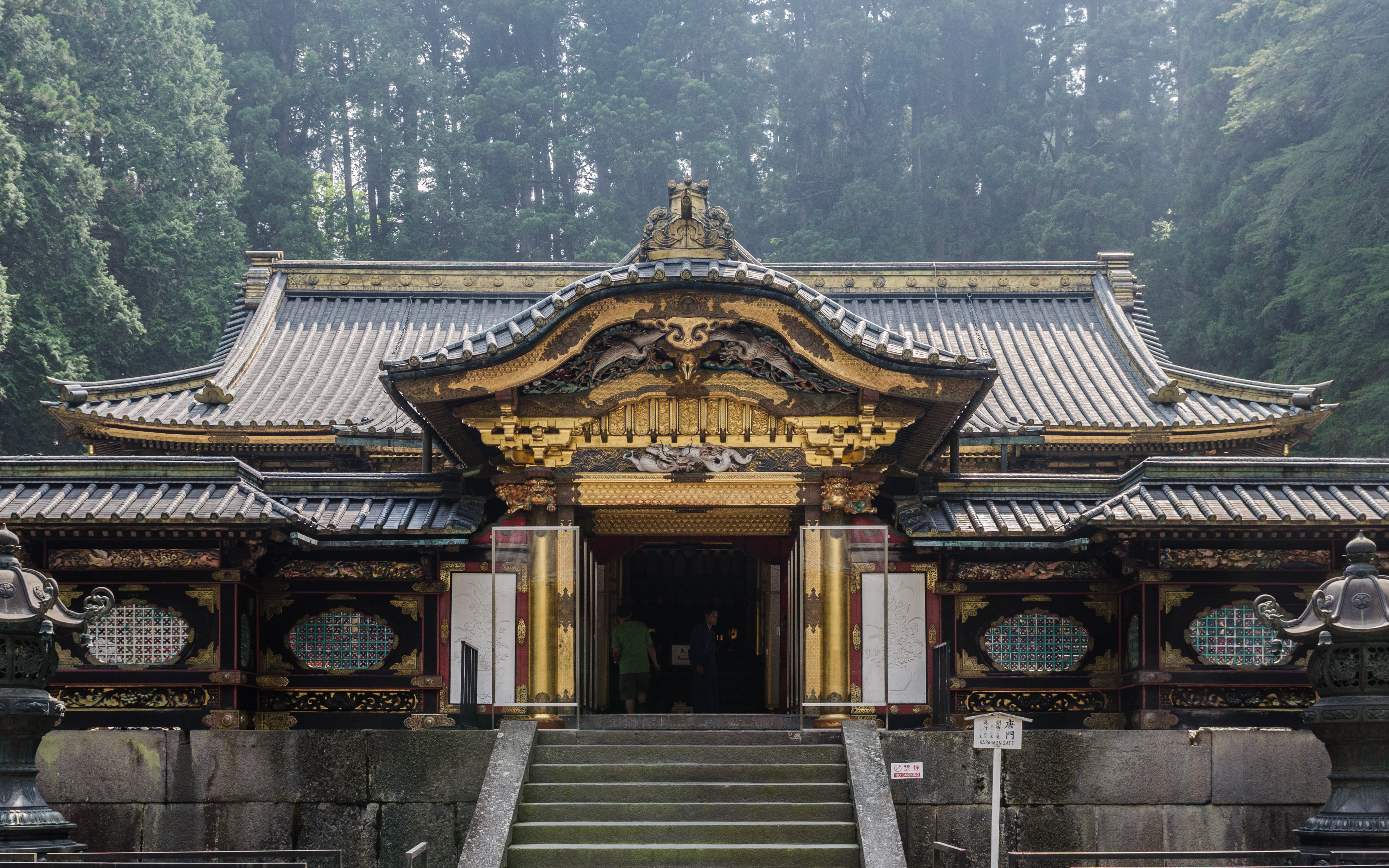
Kara-mon w mauzoleum Taiyū-in
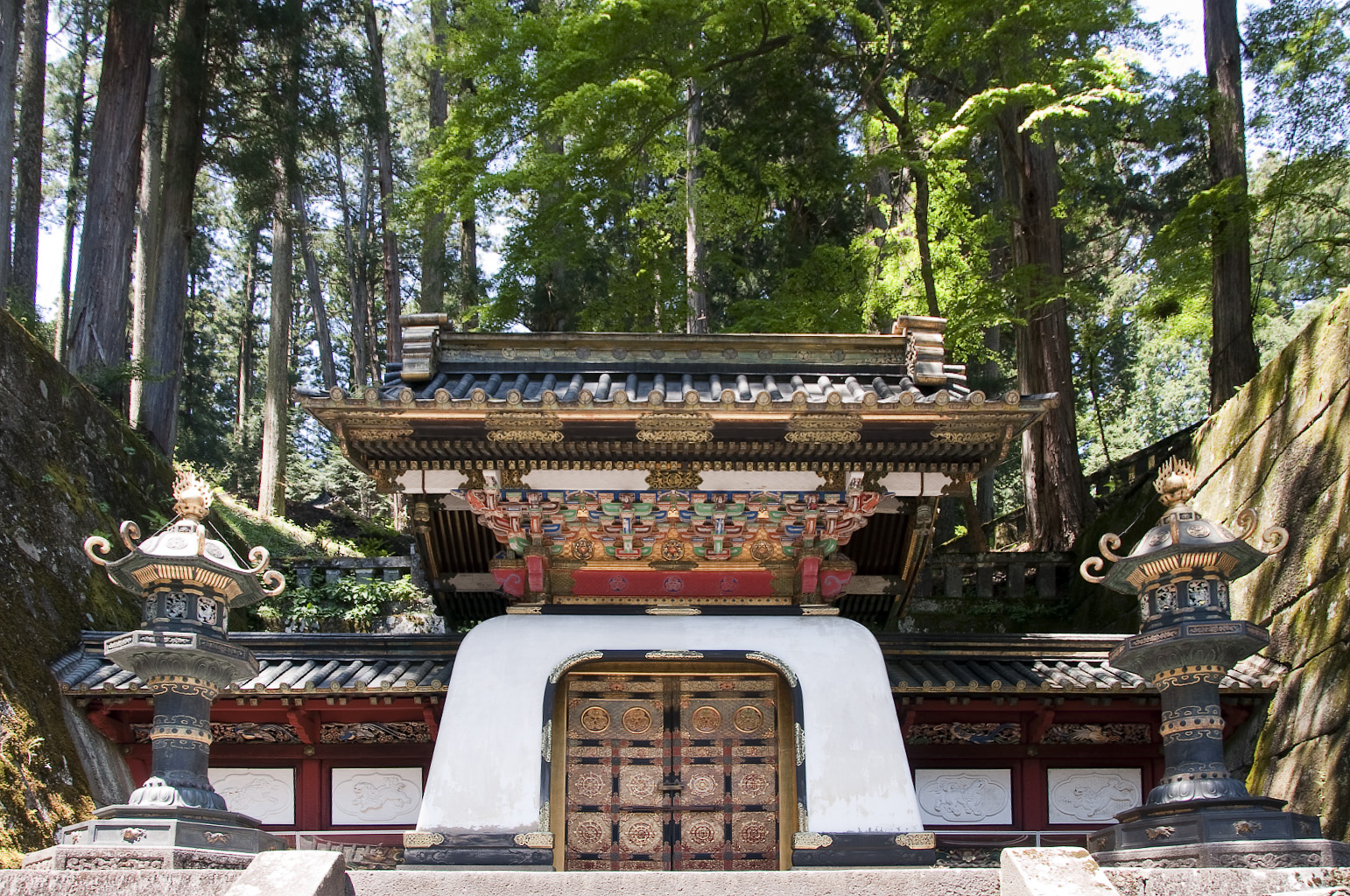
Mauzoleum Taiyū-in

### Taiyū-in
Mauzoleum trzeciego sioguna rodu Tokugawa, Iemitsu, wnuka Ieyasu. Bogaty kompleks przypomina pobliski Tōshō-gū w swoim układzie i architekturze, ale celowo został zbudowany nieco skromniej ze względu na głęboki szacunek Iemitsu dla swojego dziadka. Taiyū-in to pośmiertne imię buddyjskie Iemitsu. Podobnie jak Tōshō-gū, Taiyū-in zawiera elementy buddyjskie i shintō. Taiyū-in jest podświątynią pobliskiej Rinnō-ji.

## Galeria
- Hon-dō (Sanbutsu-dō)
- Taiyū-in Reibyō
- Kara-mon w Taiyū-in Reibyō
- Mauzoleum Iemitsu Tokugawy (pośmiertne imię Taiyūin)